# Breitenbach (Soleure)
Pour les articles homonymes, voir Breitenbach.
Breitenbach (ancien nom français : Bretonbac) est une commune suisse du canton de Soleure, située dans le district de Thierstein.

Vue aérienne de 500 m par Walter Mittelholzer (1922).

## Population

### Surnom
Les habitants de la commune sont surnommés d'Hirze ou d'Hirzechäfer, soit les cerfs-volants (coléoptères) en suisse allemand.

### Démographie
La commune compte 363 habitants en 1739, 486 en 1798, 624 en 1850, 590 en 1900, 1384 en 1950 et 3260 en 2000.